# Fabio Betancur Tirado
Fabio Betancur Tirado (Armenia, Antioquia, 30 de octubre de 1938-Medellín, Antioquia, 20 de noviembre de 2011) fue un eclesiástico colombiano de la Iglesia católica. Se desempeñó como obispo auxiliar de Medellín, luego fue el primer obispo de la diócesis de La Dorada-Guaduas y más tarde fue Arzobispo de la arquidiócesis de Manizales, de la cual, una vez retirado en octubre de 2010, fungía como arzobispo emérito.

## Vida y obra

### Primeros años
Nació el 30 de octubre de 1938 en el municipio de Armenia (Antioquia), que en ese entonces era territorio eclesiástico de la Arquidiócesis de Medellín. Sus padres fueron Heriberto Betancur Ortíz y Rosa Tirado Vélez, y es el mayor de ocho hijos, cuatro hombres: Fabio, Guillermo, Jorge Alberto y Carlos Mario; y cuatro mujeres: Amparo, Blanca Luz, María Elena y Margarita María. El hijo de Jorge Alberto, Jorge Esteban, tuvo como hijo a Martín Betancur. Con María Elena, que es hermana Capuchina, son los únicos religiosos de la familia. Cuando era niño vivió en una finca cafetera y estudió la primaria en la escuela urbana de su pueblo natal. Cursó el bachillerato en el Seminario Menor de Medellín y los estudios filosofía y teología los realizó en el Seminario Mayor de Medellín.

### Sacerdocio
Fue ordenado sacerdote el 6 de septiembre de 1964 en la capilla del Seminario Mayor por el entonces arzobispo de Medellín, monseñor Tulio Botero Salazar. Más tarde, adelantó cursos de especialización en pedagogía y orientación de Seminarios en la Universidad Pontificia Salesiana de Roma.
Como presbítero prestó diversos servicios a la Arquidiócesis de Medellín. En 1964 fue nombrado profesor interno del Seminario Mayor de Medellín y entre 1965 y 1970 se desempeñó como vicerrector del mismo seminario. Luego, entre 1971 y 1974 fue rector del Seminario Menor. Más adelante, entre 1977 y 1979 estuvo como profesor en el bachillerato de la Universidad Pontificia Bolivariana y asesor de la Vicaria de Laicos. Luego, entre 1979 y 1980 desempeño la rectoría del Seminario Mayor y la Vicaria episcopal de formación sacerdotal y orientación vacacional. En 1981 y 1982 fue vicario general de pastoral orgánica y encargado de la misión arquidiocesana. También estuvo como Director de la Casa de Formación Pablo VI para vocaciones tardías.

### Episcopado
El 24 de mayo de 1982 fue designado por el papa Juan Pablo II como obispo titular de Sereddeli y Auxiliar de Medellín. Recibió la consagración episcopal el 3 de junio de 1982 de manos del entonces arzobispo de Medellín, monseñor Alfonso López Trujillo en la Catedral Metropolitana de Medellín. Fue ratificado como vicario general.
El 29 de marzo de 1984 fue nombrado por el papa Juan Pablo II como primer obispo de la diócesis Dorada-Guaduas creada en esa misma fecha. Tomó posesión de la sede el 16 de junio de ese mismo año, inauguración de la diócesis. Durante su gobierno episcopal se afanó por darle la estructura de la nueva diócesis, construyó la casa episcopal y la curia, fundó el Seminario Mayor Cristo Buen Pastor y el Seminario Menor Santo Domingo Savio. Su entusiasmo y salud le permitieron llegar hasta en mula a las veredas más apartadas de la diócesis, lo que hizo con frecuencia. Creó varias parroquias y fomentó la formación del clero. Promovió la educación a los niños y jóvenes, y la atención a la población vulnerable.
Después de estar 12 años y 4 meses al frente de la diócesis Dorada-Guaduas, es promovido a la Sede Metropolitana de Manizales el 15 de octubre de 1996, para suceder a monseñor José de Jesús Pimiento. Tomó posesión el 30 de noviembre, ante el Nuncio Apostólico, Paolo Romeo, durante una eucaristía en Manizales, con la participación de varios obispos del país y sacerdotes de la región.
Durante su gobierno episcopal en Manizales, se dinamizó y modernizó los colegios arquidiocesanos «Liceo Arquidiocesano de Nuestra Señora -LANS-», «Colegio Mayor de Nuestra Señora del Rosario -Colseñora-» y «Seminario Menor». Fundó y construyó el edificio para el Colegio LANS femenino. Edificó el Templo y la sala de conferencias de Villa Kempis; igualmente, modernizó sus antiguas instalaciones para que la Arquidiócesis contara de un centro de pastoral moderno. Consiguió los fondos e impulsó el reforzamiento estructural de la Catedral Basílica de Manizales. Estableció la casa para sacerdotes ancianos y enfermos Santa María del Camino, en el municipio de Chinchiná. Edificó el nuevo edificio y modernizó el CECAM (Centro de Evangelización y Catequesis de la Arquidiócesis de Manizales). Abrió misiones atendidas por sacerdotes de la Arquidiócesis en Argentina, Chile, Cuba y Venezuela. Y dentro de Colombia en Argelia (Cauca), Buenaventura, El Paujil (Caquetá), Turbo (Antioquia), Mocoa (Putumayo), Fresno (Tolima) y Bogotá. Se preocupó por incrementar el viaje a Roma de sacerdotes de la arquidiócesis para adelantar especializaciones en las ciencias eclesiásticas. Dio apertura al Seminario para Adultos y Profesionales. Creó el Seminario Menor Ambiental, donde muchos jóvenes realizaban su discernimiento vocacional. Ordenó 103 sacerdotes.
Además, tuvo que alternar su ministerio episcopal con las funciones de algunos cargos, entre las que se destacan:
- Presidente de la Comisión Episcopal de Catequesis.
- Presidente de la Comisión Episcopal para Laicos.
- Director de la Misión Nacional de Reconciliación.
- Delegado de la Conferencia Episcopal de Colombia a la IV Asamblea General del Episcopado Latinoamericano.
- Presidente del Consejo de Administración de la Fundación Populorum Progressio.

Paralelamente a su obra pastoral, monseñor Betancur también se destacó por defender sus convicciones y exponer la postura de la Iglesia cuando lo vio necesario, que en algunos casos generó polémica. Se destacan algunos episodios en la ciudad de Manizales, como la vez que excomulgó a un alcalde por haber autorizado la realización de una feria erótica durante la Feria de Manizales. También fue notorio en los medios nacionales y locales el altercado con un juzgado manizalita que falló una tutela a favor de un antiguo seminarista que pidió explicaciones por su expulsión del Seminario.

### Renuncia y fallecimiento
Tras 14 años de estar al frente de la arquidiócesis de Manizales, monseñor Betancur a los 71 años de edad, renunció al gobierno pastoral por motivos de salud el 7 de octubre de 2010, antes de cumplir la edad canónica de retiro. Luego fijó su residencia en la ciudad de Medellín, donde a pesar de su delicado estado de salud participó en varios actos religiosos, como en las ordenaciones episcopales de los nuevos obispos auxiliares de Medellín y en la tradicional marcha del Sagrado Corazón de Jesús.
Falleció el 20 de noviembre a las 10:30 de la mañana en la Clínica Comfenalco de Medellín, donde había estado hospitalizado dos días atrás por su delicado estado de salud, deteriorado por problemas respiratorios y cardíacos. Sus exequias tuvieron lugar el lunes 21 de noviembre: primero una misa en la Catedral Metropolitana de Medellín, a las 12:00 del día. Luego, sus restos fueron trasladados a Manizales, en cuya catedral se realizó las exequias a las 7:00 de la noche, posteriormente fue sepultado en la Cripta de la catedral como fue su deseo.